# Ontvlambaar

Het symbool voor ontvlambare stoffen (GHS-etikettering)

Het symbool voor ontvlambare stoffen (WMS-etikettering)

Een stof is (licht)(zeer licht) ontvlambaar als deze een vlampunt heeft op of beneden 55 °C.
Het vlampunt is de laagste temperatuur waarbij een vloeistofdamp of gas met een uitwendige ontstekingsbron kan worden ontstoken tot een zelfonderhoudende verbranding, bij 20,9 vol% zuurstof in lucht en een druk van 1013 hPa.
| Brandbaarheid          | Gevarenklasse | Vlampunt     | voorbeeld     |
| ---------------------- | ------------- | ------------ | ------------- |
| Zeer licht ontvlambaar | K0            | < 0 °C       | aceton        |
| Licht ontvlambaar      | K1            | 0 ·· 21 °C   | brandspiritus |
| Ontvlambaar            | K2            | 21 ·· 55 °C  | petroleum     |
| Brandbaar              | K3            | 55 ·· 100 °C | dieselolie    |
| Onbrandbaar            | K4            | > 100 °C     | teer          |